# Budapestbakelse

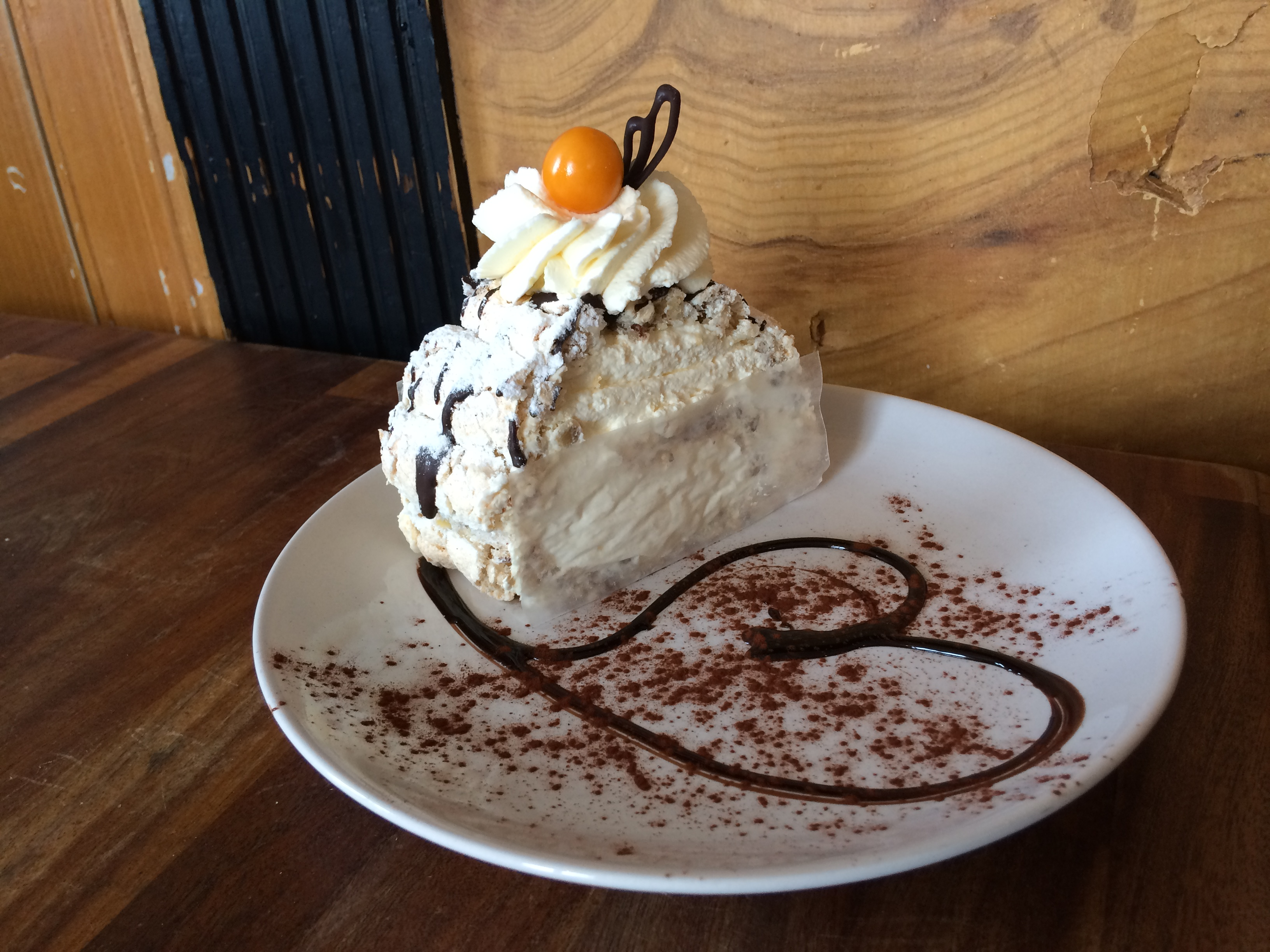
Budapestbakelse på konditori Lyran, Stockholm.

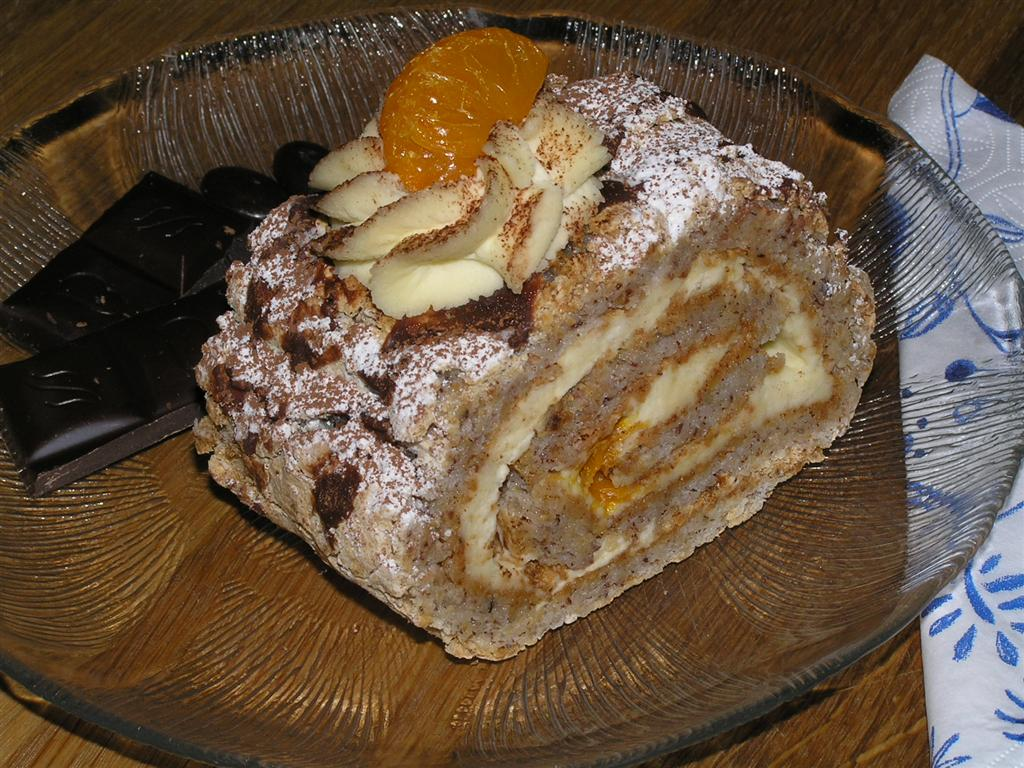
Budapestbakelse.

Budapestbakelse, även kallad Budapestlängd, Budapestrulle eller Budapeststubbe, är ett svenskt bakverk av typen stubbe. Den består främst av socker, äggvita, hasselnötter samt vispgrädde blandad med bitar av frukt, exempelvis konserverad persika, aprikos, mandarin eller – mer sällan – skivad färsk banan.
Den bakas som en rulltårta med hasselnötsbotten på vilken grädde och fruktblandning breds ut. Den rullas sedan, ringlas med choklad och delas upp i portionsbitar. Budapestbakelser serveras ofta stående och garneras med vispgrädde och en mandarinklyfta var för sig.
Budapestbakelsen skapades av konditorn Ingvar Strid, född 1926 i Vetlanda. Namnet kommer av Strids intresse för staden Budapest.
Budapestbakelsens dag infaller den 1 maj.